# Робертс, Люк (велогонщик)
Люк Джастин Робертс (англ. Luke Justin Roberts; род. 25 января 1977, Аделаида) — австралийский трековый и шоссейный велогонщик, выступавший на профессиональном уровне в 2002—2014 годах. Чемпион летних Олимпийских игр в Афинах, трёхкратный чемпион мира в командной гонке преследования, победитель Игр Содружества, участник многих крупных гонок на шоссе. Ныне — спортивный директор команды Team Sunweb.

## Биография
Люк Робертс родился 25 января 1977 года в городе Аделаида, Южная Австралия.
Будучи выходцем из спортивной семьи с богатыми традициями в велоспорте, освоил велосипед уже в раннем детстве. Конкретно трековым велоспортом начал заниматься в возрасте 13 лет, проходил подготовку в местном велоклубе Norwood Cycling Club.
В 1993—1995 годах достаточно успешно выступал на юниорском уровне, неоднократно выигрывал австралийские национальные первенства в различных трековых дисциплинах, становился чемпионом мира среди юниоров в индивидуальной и командной гонках преследования. На взрослый уровень вышел в 1996 году, впервые став чемпионом Австралии в командном преследовании.
Первого серьёзного успеха на международной арене добился в сезоне 1998 года, когда вошёл в основной состав австралийской национальной сборной и побывал на Играх Содружества в Куала-Лумпуре, откуда привёз награды серебряного и золотого достоинства, выигранные в индивидуальной и командной гонках преследования соответственно. В тех же дисциплинах, а также в мэдисоне, был лучшем на Кубке мира.
Одновременно с выступлениями на треке время от времени принимал участие в шоссейных соревнованиях, в частности регулярно стартовал на местных австралийских гонках «Тур Даун Андер» и «Херальд Сан Тур».
Благодаря череде удачных выступлений удостоился права защищать честь страны на домашних летних Олимпийских играх 2000 года в Сиднее. В программе индивидуальной гонки преследования занял здесь девятое место.
В 2002 году побывал на трековом чемпионате мира в Копенгагене, откуда привёз награды серебряного и золотого достоинства, полученные в индивидуальном и командном преследованиях. Также в этом сезоне выиграл генеральную классификацию «Тура Тасмании», успешно выступил на Играх Содружества в Манчестере, где одержал победу в командном преследовании и стал четвёртым в индивидуальном преследовании.
На мировом первенстве 2003 года в Штутгарте вновь получил серебряную медаль в индивидуальной гонке преследования и золотую медаль в командной гонке преследования. Помимо этого, выиграл два отдельных этапа «Джиро дель Венето», победил на «Джиро дель Капо», был лучшим на одном из этапов «Гран-при Рингерике», финишировал вторым в гонках «Бранденбург-Рундфахрт» и «Херальд Сан Тур». По итогам сезона был признан лучшим трековым велогонщиком Австралии.
В 2004 году выиграл командную гонку преследования на домашнем мировом первенстве в Мельбурне, став таким образом трёхкратным чемпионом мира в этой дисциплине. Находясь в числе лидеров трековой команды Австралии, благополучно прошёл отбор на Олимпийские игры в Афинах — на сей раз стал пятым в индивидуальной гонке преследования и с мировым рекордом (3:56,61) победил в командной гонке преследования. На шоссе добавил в послужной список победы на этапах «Тура Нормандии» и «Тура Рейнланд-Пфальца», оказался девятым в генеральной классификации «Тур Даун Андер».
Подписав контракт с датской командой Team CSC, с этого времени стал больше внимания уделять шоссейному велоспорту. Так, в дебютном сезоне в новом коллективе впервые проехал «Тур де Франс», выиграл командную гонку с раздельным стартом в рамках «Тура Средиземноморья», был третьим на Эйндховенской командной гонке с раздельным стартом. За выдающиеся спортивные достижения в концовке сезона удостоился медали ордена Австралии.
В 2006 году среди прочих результатов финишировал третьим на «Туре Баварии».
В 2007 году вновь выиграл командную гонку с раздельным стартом в Эйндховене, стал третьим на «Туре Британии», шестым на «Тур Даун Андер».
В 2008 году показал второй результат в гонке «Халле — Ингойгем», уступив на финише только бельгийцу Герту Стегмансу. Вернувшись на трек, выступил на чемпионате мира в Манчестере, где взял бронзу в командной гонке преследования. Участвовал в Олимпийских играх в Пекине, но на сей раз попасть в число призёров не смог — в командном преследовании стал четвёртым.
Сезон 2010 года провёл в немецкой команде Team Milram, с ней стартовал на «Тур де Франс», «Джиро д’Италия» и других крупных гонках, сумел выиграть один из этапов «Вуэльты Мурсии».
Когда Team Milram прекратила своё существование, Робертс присоединился к новообразованной австралийской команде Pegasus, но та не смогла получить лицензию UCI. В связи с этим он в конечном счёте вернулся в свою прежнюю датскую команду, к тому моменту сменившую название на Saxo Bank-Sungard. На «Тур Даун Андер» 2011 года закрыл десятку сильнейших генеральной классификации и стал лучшим в горной классификации.
В 2012 году вновь стартовал на многих крупнейших гонках, в том числе снова проехал супермногодневку «Джиро д’Италия».
В 2013—2014 годах представлял немецкую проконтинентальную команду Raiko-Stölting, с которой выступал в основном в гонках первой и второй категорий.
По завершении карьеры спортсмена остался в велоспорте в качестве менеджера, работал спортивным директором в командах Cult Energy (2015), Giant-Alpecin (2016), Team Sunweb (с 2017 года).